# 大川義幸
大川 義幸（おおかわ ぎこう、1933年10月3日 - ）は、日本の元俳優。
東京都出身。中央大学卒。山崎企画に所属していた。
身長165cm。体重60kg。
2011年から映像コンテンツ権利処理機構に連絡のとれない権利者として掲載されている。

## 出演作品

### テレビドラマ
- 大河ドラマ（NHK）
  - 花の生涯（1963年） - 中間
  - 花神（1977年）
  - 秀吉 第26話「史上最大のお歳暮」（1996年） - 曲直瀬道三
- 忍者部隊月光 第14話「電撃はやぶさ作戦 後篇」（1964年、CX / 国際放映） - 木樵
- 特別機動捜査隊（NET / 東映）
  - 第150話「脅迫」（1964年）
  - 第307話「海に生きる」（1967年）
  - 第314話「アイデア夫人の場合」（1967年） - 徹
  - 第502話「親なき子」（1971年） - 本田
  - 第641話「裸の街・東京」（1974年） - 東場
  - 第672話「俺の殺した女」（1974年） - 杉木
- 渥美清の泣いてたまるか 第13話「さよなら敬礼!」（1966年、TBS / 国際放映）
- コメットさん（TBS / 国際放映）
  - 第1話「星から来たお手伝い」（1967年） - 刑事
  - 第67話「世紀のスピードレース」（1968年） - スパイ
- ウルトラセブン 第37話「盗まれたウルトラ・アイ」（1968年、TBS / 円谷プロ） - 宇宙ステーションV2隊員
- 無用ノ介 第12話「処刑前 無用ノ介は走る」（1969年、NTV / 国際放映）
- 五番目の刑事 第6話「ジュクに張り込め!」（1969年、NET / 東映） - 支配人
- 大忠臣蔵（1971年、NET / 三船プロダクション）
- 人形佐七捕物帳 第26話「怪談・座頭の鈴」（1971年、NET / 東宝） - 吉蔵
- 天皇の世紀 第12話「義兵」（1971年、ABC / 国際放映） - 岡田以蔵
- 太陽にほえろ!（NTV / 東宝）
  - 第12話「愛すればこそ」（1972年）
  - 第52話「13日金曜日マカロニ死す」（1973年）
- 荒野の素浪人 第1シリーズ 第42話「流れ者 モズと呼ばれた男」（1972年、NET / 三船プロダクション）
- 荒野の用心棒（1973年、NET / 三船プロダクション）
  - 第7話「鷲ノ巣谷に死の影が走って…」
  - 第39話「荒野の果てに陽はまた昇り…」 - 権六
- ザ・ボディガード 第17話「復讐に来た女」（1974年、NET / 東映）
- 破れ傘刀舟悪人狩り（NET / 三船プロダクション）
  - 第19話「浦賀沖波高し」（1975年）
  - 第43話「運命の標的」（1975年） - 仙次
  - 第76話「帰らざる烙印」（1976年） - 島蔵
  - 第107話「おんな捕物地獄花」（1976年） - 籐兵衛
- 剣と風と子守唄 第17話「闇の宿場に咲く花火」（1975年、NTV / 三船プロダクション） - 清兵衛
- 破れ奉行 第20話「幕府海軍 異状あり」（1977年、ANB / 中村プロダクション） - 三太
- 江戸の鷹 御用部屋犯科帖 第15話「孤剣! 首斬り弥五郎」（1978年、ANB / 三船プロダクション）
- 横溝正史シリーズII・仮面劇場 第1作「八つ墓村」（1978年、MBS / 角川春樹事務所） - 刑事
- 破れ新九郎 第20話「殴り込み! 破れ軍団」（1979年、ANB / 中村プロダクション）
- 探偵物語 第5話「夜汽車で来たあいつ」（1979年、NTV / 東宝）
- 大江戸捜査網 第3シリーズ（12ch→TX / 三船プロダクション）
  - 第402話「荒野に散った夫婦花」（1981年）
  - 第446話「金貸し座頭 秘薬責めの罠」（1982年） - 唐津屋
- 文吾捕物帳 第5話「悲しき魔剣」（1981年、ANB / 三船プロダクション）
- 時代劇スペシャル（CX）
  - 大江戸無頼 河内山宗俊（1982年、国際放映） - 御門主
  - 鼠小僧次郎吉 必殺の白刃（1983年、三船プロダクション）
- 暁に斬る! 第13話「霧雨は娼婦のしのび泣き」（1982年、KTV）
- 木曜ゴールデンドラマ / 松本清張の喪失（1983年、YTV）
- 女たちの大坂城（1983年、YTV・NTV）
- 若き血に燃ゆる〜福沢諭吉と明治の群像（1984年、TX / テレパック）